# 阿克别里斗乡
阿克别里斗乡，是中华人民共和国新疆维吾尔自治区塔城地区托里县下辖的一个乡镇级行政单位。

## 行政区划
阿克别里斗乡下辖以下地区：
玛依拉根村、阿克别里斗村、新林村、喀拉库木村、江布勒阔拉村、航勒村、玛依勒村、也格孜库勒村和拉巴村。